# Krylatskoje Sports Complex Cycling Circuit

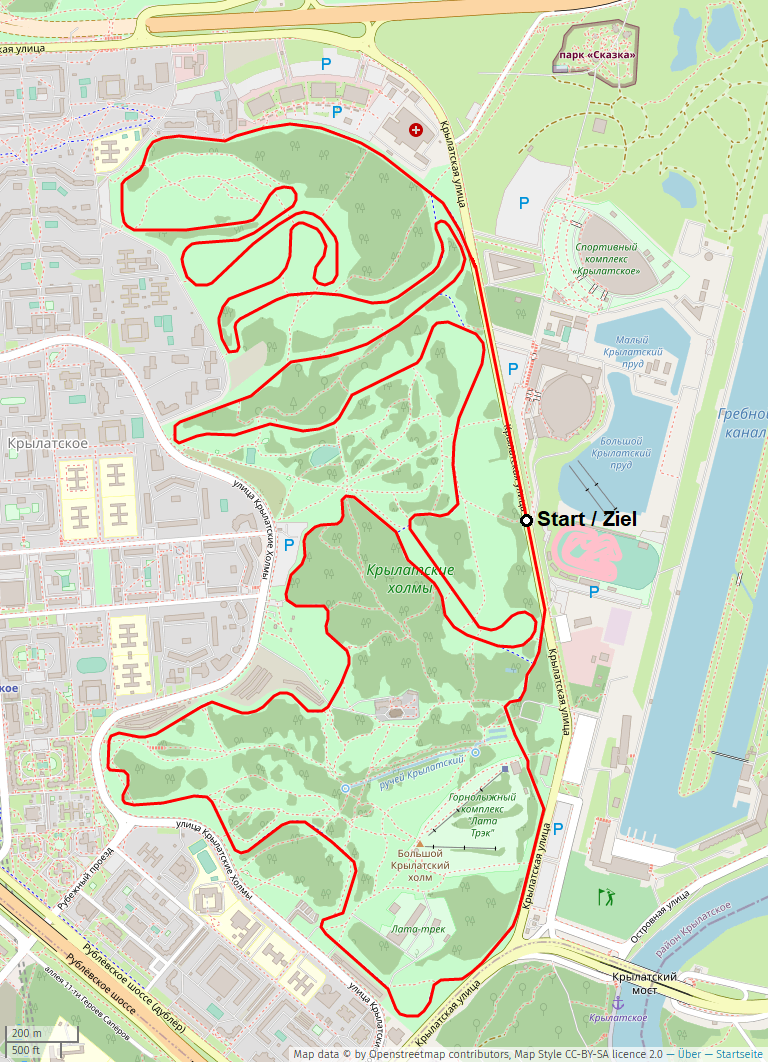
Verlauf des Rundkurses

Der Krylatskoje Sports Complex Cycling Circuit war ein Rundkurs für das Straßenrennen im Rahmen der Radsportwettbewerbe bei den Olympischen Sommerspielen 1980 in Moskau. Er befand sich im Stadtteil Krylatskoje. 
Der Kurs war der erste in der Geschichte, welcher speziell für Olympische Spiele angelegt wurde. Zugleich galt der Kurs als der bisher schwerste in der olympischen Geschichte, weshalb fast die Hälfte der gestarteten Athleten vorzeitig aufgab.
Der Start- und Zielbereich befand sich in der Nähe des Velodroms von Krylatskoje. Es ist 13,5 km lang, einschließlich einer Zielgeraden von 1,2 km. Die Strecke war 7 m und die Zielgerade 14 m breit. Der Kurs verfügte über mehrere Anstiege von bis zu 35 Höhenmetern. Insgesamt mussten in einer Runde circa 285 Meter Höhenunterschied überwunden werden. Entlang der Zielgeraden wurden temporäre Tribünen mit 4000 Sitzplätzen errichtet. Nach den Spielen wurde die Strecke für Radsportler im Sommer zugänglich gemacht. Im Winter wird das Areal als Skigebiet genutzt, das auch mit einem Sessellift ausgestattet wurde.